# Лесной Бор (Мордовия)
Лесной Бор — деревня в Атюрьевском районе Мордовии, входит в состав Стрельниковского сельского поселения.

## История
В 1964 году Указом Президиума ВС РСФСР деревня Лесное Сучкино переименована в Лесной Бор.

## Население
| 2002 | 2010 |
| ---- | ---- |
| 52   | ↘17  |

Национальный состав
Согласно результатам Всероссийской переписи населения 2002 года, в национальной структуре населения мордва составляла 99 %.